# Gran Premio Massaua-Fossati
Der Gran Premio Massaua-Fossati war eine Radsportveranstaltung in Italien. Es war ein Straßenrennen, das als Eintagesrennen ausgetragen wurde und fand von 1950 bis 1953 statt. Der Kurs führte durch die Provinz Grosseto in der Toscana. Das Rennen hatte vier Auflagen.

## Geschichte
Der Gran Premio Massaua-Fossati wurde dreimal als Eintagesrennen in den Monaten April oder Mai ausgefahren. Eine Ausnahme bildete das Jahr 1950, in dem es als Etappenrennen stattfand.

## Sieger
- 1950  Franco Franchi
- 1951  Loretto Petrucci
- 1952  Giacomo Zampieri
- 1953  Luciano Maggini